# Fiat Cinquecento
La Fiat Cinquecento è una superutilitaria prodotta dalla casa automobilistica italiana FIAT dal 1991 al 1998.

## Contesto
La vettura venne progettata dal designer architetto Ermanno Cressoni in collaborazione con Antonio Piovano mentre gli interni vennero invece disegnati da Claudio Mottino e Giuseppe Bertolusso. È stata la prima vettura della casa torinese a essere prodotta esclusivamente in Polonia, nella fabbrica di Tychy, prima in affiancamento e poi in sostituzione della 126.
Le origini della Cinquecento possono essere fatte risalire ai primi anni 1980 con i progetti finalizzati ai trasporti (PFT) del CNR per lo studio di un veicolo supereconomico, dai quali vennero sviluppati una serie di prototipi (con sigle da X1/72 a X1/79) soprannominati Nuova Topolino e Micro dalla stampa specializzata. Parallelamente, anche FSM, non ancora completamente nell'orbita FIAT, stava studiando con BOSMAL un progetto di auto piccola e all'avanguardia che culminerà nella concept Beskid 106. Infine, l'acquisizione di FSM da parte del gruppo automobilistico italiano portò all'abbandono di questo prototipo in favore di una vettura che riprendeva alcuni dei concetti della serie X1/7 degli anni precedenti. In questo senso, fino al 1993 le vetture prodotte in terra polacca erano marchiate FSM anziché FIAT.

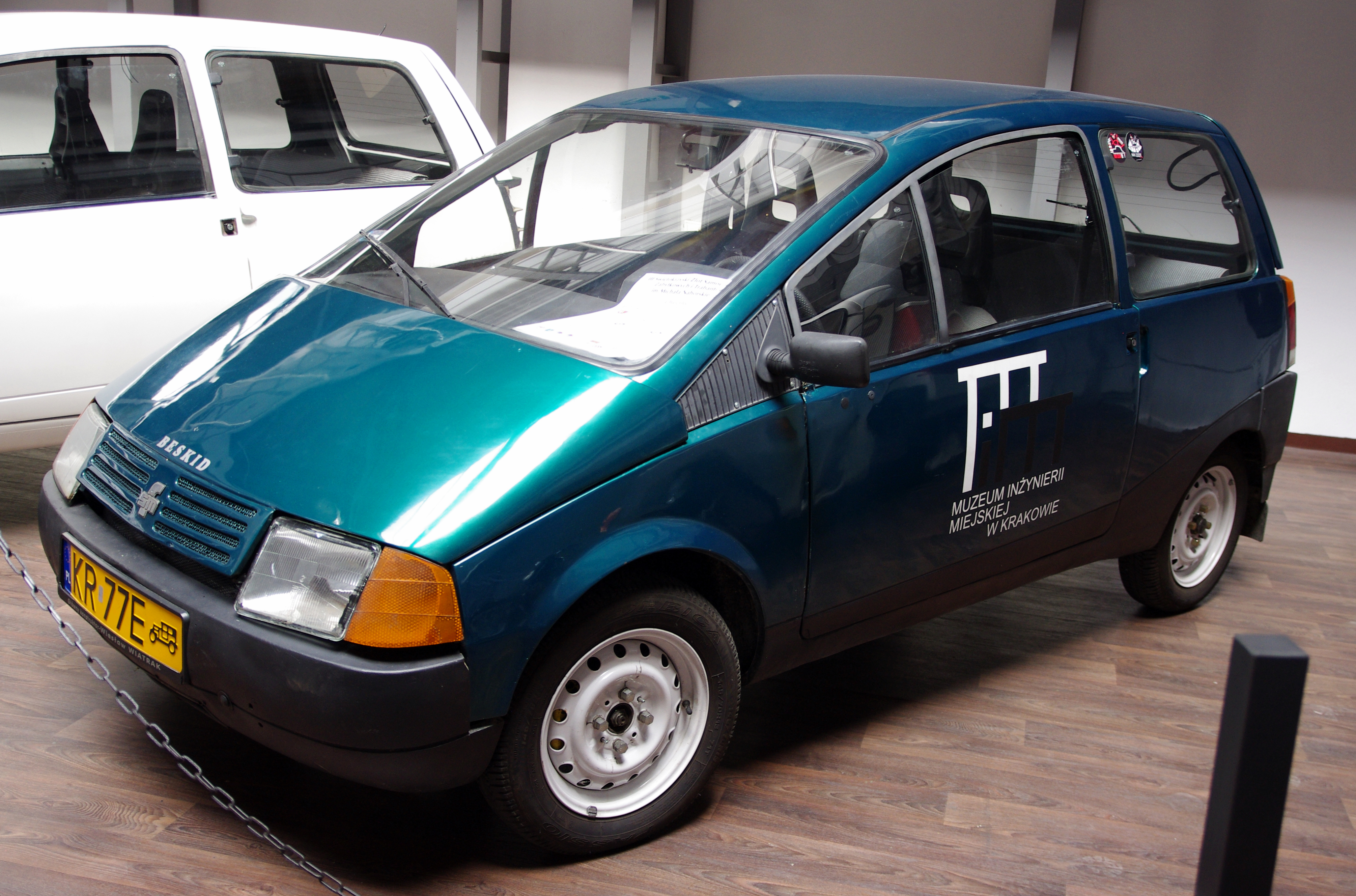
Uno dei prototipi Beskid 106 sviluppati negli anni 1980 da FSM

La Cinquecento era particolarmente avanzata nel profilo tecnico, essendo dotata di carrozzeria squadrata e compatta a tre porte, motore e trazione anteriore, sospensioni a ruote indipendenti, freni a disco anteriori e optional quali vetri elettrici, aria condizionata, correttore assetto fari, chiusura centralizzata, antifurto elettronico, tettuccio apribile e sedile posteriore sdoppiato. La Cinquecento è stata inoltre la prima FIAT ad adottare il nuovo logo rettangolare a sfondo blu.

## Prima versione (1991-1993)
Al lancio erano disponibili due motorizzazioni: il 704 cm³ bicilindrico della versione ED e il 903 cm³ della famiglia Fiat serie 100.

### La Cinquecento ED
La prima serie della ED (acronimo di Economy Drive) fu presentata alla stampa italiana il 15 dicembre 1991 insieme alla versione 903 cm³ derivata dalla Fiat 127. Essa fu accolta molto bene dal pubblico sia italiano sia europeo, nonostante il piccolo motore, le prestazioni modeste e la mancanza della quinta marcia. Fu molto apprezzata soprattutto per i bassi consumi e i relativi bassi costi gestionali. Esteriormente si presenta con paraurti in plastica nera e cerchi in acciaio, a differenza della versione 903 cm³ con borchie non integrali che coprono solo l'area intorno ai quattro bulloni dei cerchioni. Gli specchietti (uno o due a seconda degli optional) e le maniglie non sono in tinta con la carrozzeria, come anche il tappo del carburante, che nella prima serie sino all'inizio del 1993 era tondo e privo di sportellino.
La piccola autovettura, il cui peso si aggira sui 675 kg, è spinta da un bicilindrico (codice motore 170 A.000) con cilindri in linea ma orizzontali, derivato direttamente da quello della Fiat 126 Bis. Esso è raffreddato ad acqua e dotato di un carburatore Weber 30 a doppio corpo con centralina di accensione statica Nanoplex MED 210, che genera a 5000 giri/min una potenza di 31 CV (pari a 23 kW), sufficienti a spingere l'auto in quarta marcia a circa 128 km/h. L'impianto di lubrificazione è a lobi (sarà meccanico sulle versioni superiori) mentre l'impianto di raffreddamento è a liquido. Nella prima versione, inoltre, la marmitta non è catalitica (sarà aggiornata nella seconda).
Per quanto riguarda l'abitacolo esso è molto spazioso e pratico. Tutto il cruscotto nella prima serie è nero scuro, mentre sarà grigio in tutte le altre versioni successive (salvo per la Sporting). Non è prevista alcuna console centrale o mobiletto portaoggetti e gli alzacristalli elettrici risultano tra gli optional. È dotata tuttavia di sbrinatore sul lunotto posteriore, tergilunotto, cinture regolabili e poggiatesta (solo anteriori, i posteriori erano previsti solo per il mercato estero, come la Polonia). Tra gli optional vi era anche la predisposizione per l'autoradio. Il primo quadro strumenti riproduceva quello della sua antenata 126 Bis, dotato di spie luminose rettangolari sulla sinistra, tachimetro centrale (con fondo scala a 160 km/h) e indicatori della temperatura dell'acqua e del livello di carburante sulla destra, soppiantato nelle serie successive con lo stesso della versione 903 cm³ e 899 cm³.

### La Cinquecento 903 cm³

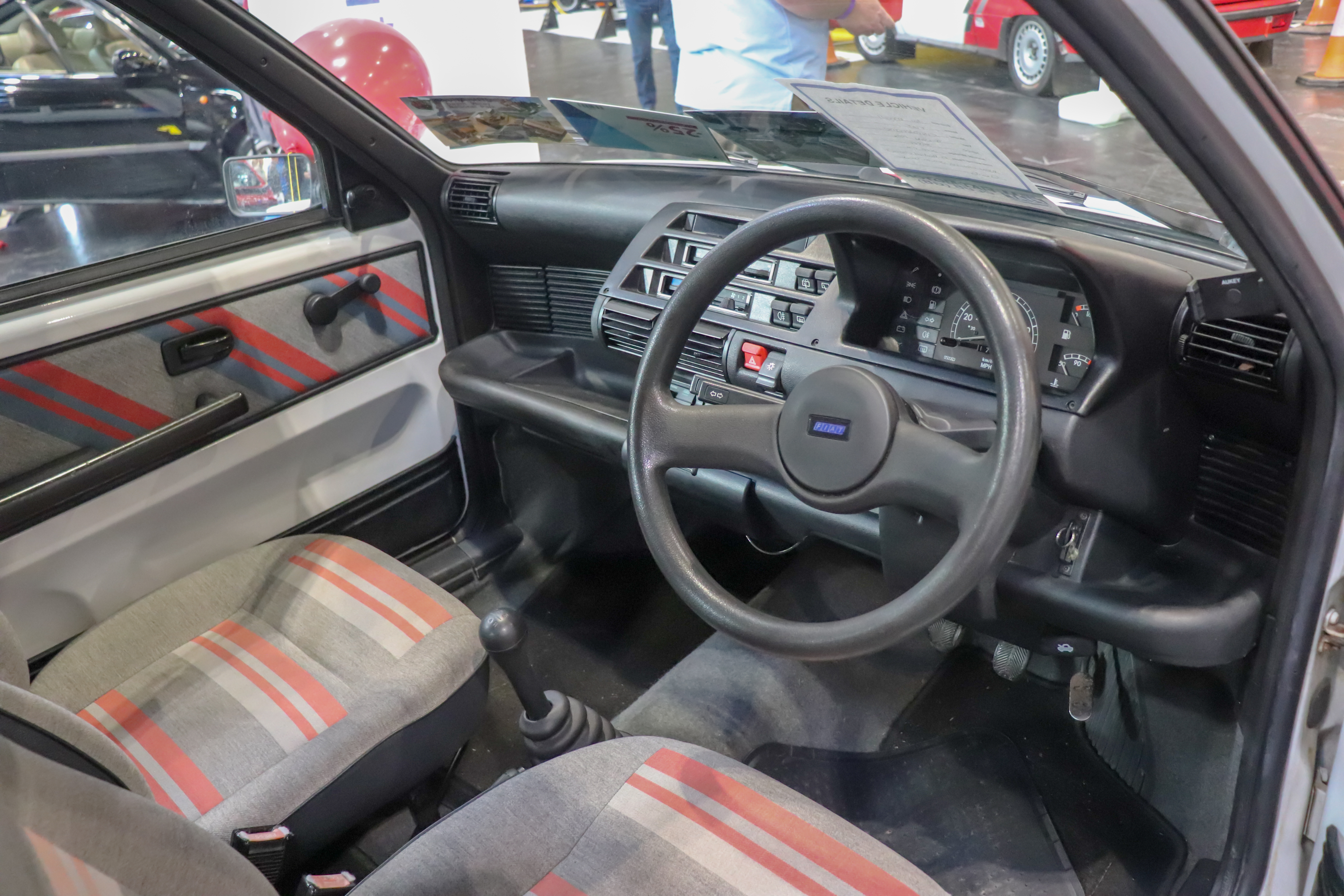
Gli interni di una Cinquecento 903 con mano da tenere a sinistra

La Cinquecento 903 cm³ a carburatore è rimasta in commercio per pochi mesi del 1992, sostituita dalla versione con iniezione elettronica e catalizzatore. Attualmente è la versione più rara di tutta la serie della Cinquecento (escludendo versioni particolari della Sporting e della stessa 903 cm³).
La versione 903 cm³ (codice motore 170 A1.000), più ricca della ED riguardo alla dotazione di serie, montava un carburatore Weber capace di sviluppare a 5500 giri al minuto 30 kW (pari a 41 CV) di potenza massima, incrementando sia lo scatto da fermo sia la velocità massima, che sale a circa 140 km/h. I consumi salgono leggermente, ma in rapporto alle maggiori prestazioni (nel ciclo urbano consuma meno del 704 cm³).
Tuttavia il motore 903 cm³ a carburatore fu presto soppiantato dall'iniezione elettronica SPI e da una riduzione di cilindrata a 899 cm³ per motivi puramente ecologici e di gradino fiscale, diventando anche la base tecnica della prima serie della nuova Seicento del 1998.

## Seconda versione (1993-1994)

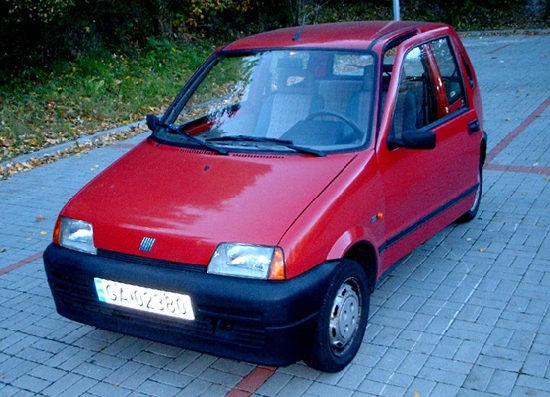
Una ED seconda serie

La seconda serie è caratterizzata da alcuni leggeri aggiornamenti: il logo Fiat anteriore viene ridotto di un buon 30%, risultando dunque più piccolo, e scompare il poco estetico tappo del serbatoio a vista, rimpiazzato con lo stesso sportello in tinta con la carrozzeria della 903 cm³ e 899 cm³. Motore e organi accessori della ED rimangono i medesimi, ma l'auto è dotata di catalizzatore secondo le direttive Euro 1 ed è alimentata da un nuovo complesso carburatore Aisan a gestione elettronica e centralina di accensione statica Nanoplex MED 211. Viene introdotto l'optional dei vetri posteriori a compasso, che sulla prima serie erano chiari e fissi di base.
Internamente cambia il colore degli interni e della plancia, che ora è interamente grigia chiara con la calotta smontabile nera. I sedili hanno due colorazioni, che la 704 cm³ condivide con la 899 cm³ S e con la prima versione Suite del 1993.
Dopo il 1992 anche il quadro strumenti cambia, adottando quello della 903 cm³ e della futura 899 cm³ nelle versioni Suite e SX.

### La Cinquecento 899 cm³
Dal 1993 al 1997 viene prodotta in un grande numero di esemplari la versione 899 cm³ (codice motore 1170 A1.046) in tre distinti allestimenti a partire dal 1994.

#### Versione S
La principale caratteristica di questa versione, adottata anche sulle versioni SX e Suite, sarà il cambio a 5 marce sincronizzato, che contribuirà a un maggior comfort di guida, specialmente durante i tratti autostradali.
La versione denominata S monta pneumatici di dimensioni maggiori, gli stessi base che monterà la Sporting, ossia i 155/65/R13, che garantiscono una maggiore tenuta di strada e maggiori prestazioni complessive.
Il motore ora è equipaggiato di accensione elettronica Weber-Marelli SPI-IAW, che garantisce un utilizzo più semplice e costi di gestione minori poiché tutto è controllato da una centralina integrata. Le prestazioni rimangono invariate.
La dotazione di serie comprendeva:
- cambio a 5 marce
- coppe ruote integrali
- vetri atermici
- vetri posteriori apribili a compasso
- orologio digitale
- antifurto con FIAT CODE (assente sulla versione ED)

Gli optional a pagamento comprendevano:
- cerchi in lega 4"1/2
- alzacristalli elettrici
- retrovisore esterno destro
- chiusura centralizzata
- correttore dell'assetto dei fari + fari alogeni
- predisposizione autoradio
- sedile posteriore sdoppiato
- vernice metallizzata
- tetto apribile manualmente
- allarme elettronico

Nella versione S paraurti, maniglie e specchietti retrovisori non sono in tinta. Internamente nel quadro strumenti manca l'indicatore di temperatura dell'acqua (inserito nell'aggiornamento dell'intera gamma del 1995).
A partire dal 1994, i colori disponibili erano:
Pastello:
- 113 Rosso Racing
- 249 Bianco
- 479 Blu Line
- 601 Nero

Metallizzati:
- 368 Verde Flag
- 487 Blu Laser
- 645 Grigio Trend

#### Versione SX
La versione SX si presenta esteriormente più ricca. Gli specchietti retrovisori e i paraurti sono in tinta con la carrozzeria, dotati di fasce paracolpi nere integrate. I proiettori sono fumé e i cerchi provvisti di coppe ruote integrali. All'interno spicca il nuovo mobiletto centrale, mutuato direttamente dall'allestimento Sporting, che comprende anche una nuova leva del cambio (a 5 marce) e una cuffia in similpelle, orologio digitale, finestrini posteriori apribili a compasso e alzacristalli elettrici. Altro particolare, condiviso con le Suite, Sporting, Soleil e Hobby, è il colore uniforme in tonalità rossa dei gruppi ottici posteriori e le plastiche degli indicatori di direzione anteriori grigie anziché arancioni.

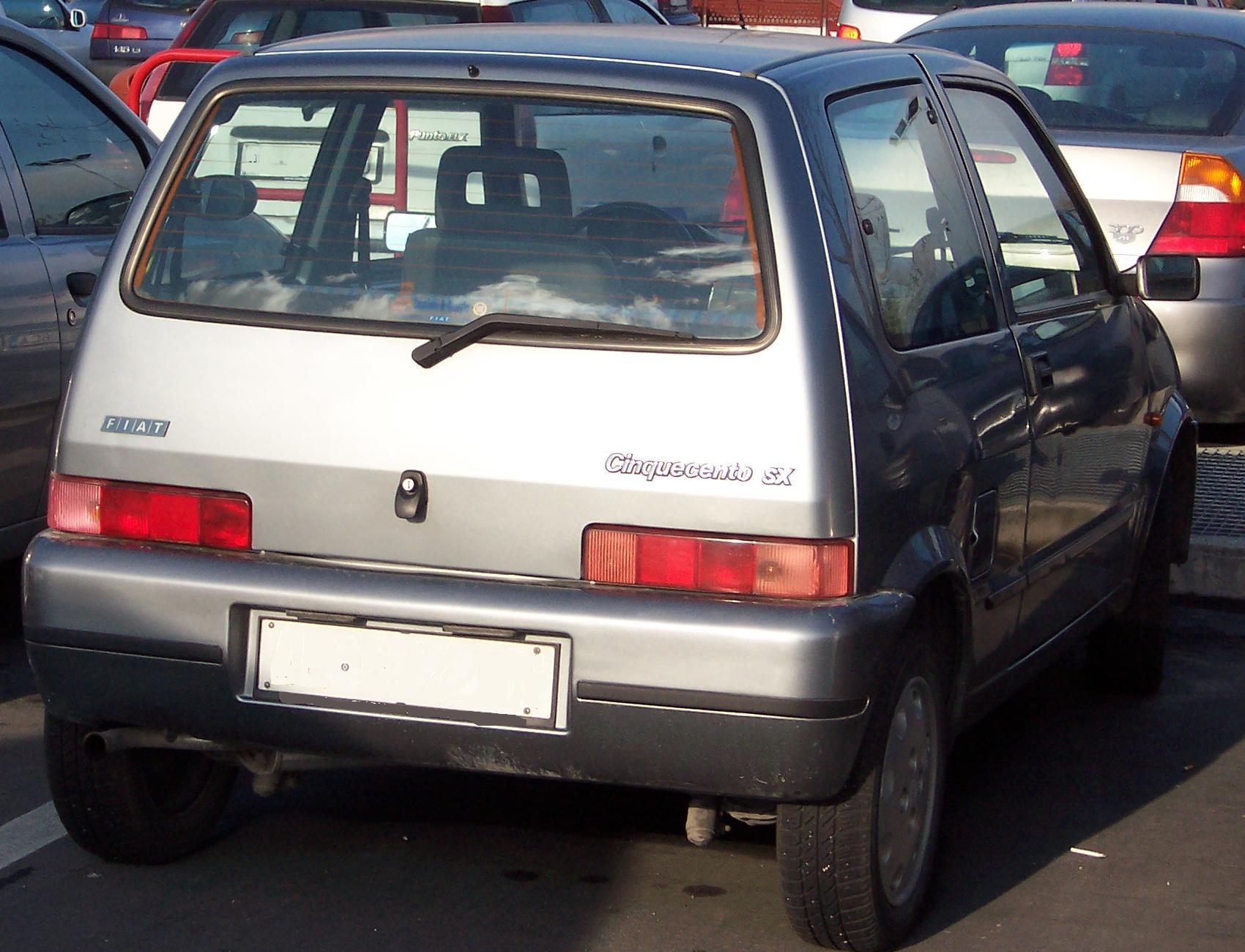
Una Cinquecento SX

Gli optional a richiesta sono i medesimi della versione S, salvo che per la chiusura centralizzata, i cristalli elettrici, il retrovisore esterno destro e il comando interno per l'apertura del portellone posteriore. Anche i colori disponibili sono i medesimi, cui si aggiungono le due tinte metallizzate 176 Rosso Action e 465 Blu Bell.

#### Versione Suite
La versione Suite è la più accessoriata di tutta la gamma quanto alla dotazione di serie. Paraurti, maniglie e retrovisori sono in tinta con la carrozzeria, i quali rendono la vettura molto colorata e apprezzata. La più grande peculiarità, già apparsa sulla Suite del 1993, è l'aria condizionata, optional generalmente riservato ad autovetture di categoria superiore. La plancia è la medesima della versione SX con l'aggiunta dei due comandi del condizionatore, posti sopra il pulsante del tergilavalunotto. Ritroviamo tutti gli optional della SX e il medesimo disegno della tappezzeria (Quadrettato Verde Blu 303).
Dal 1995, come optional a pagamento (su tutte le versioni salvo la ED, denominata Young nell'ultimo periodo di commercializzazione), è disponibile l'airbag lato guida coi pretensionatori sulle cinture anteriori, la predisposizione per l'autoradio e l'antifurto elettronico.

## Terza versione (1995-1998)
La terza serie, l'ultima con motorizzazione 704 cm³, è caratterizzata dal generale aggiornamento dell'intera gamma. La plancia rimane la stessa ma cambiano i motivi dei tessuti interni. La misura dei cerchi aumenta da 4,0 a 4,5 pollici.
Dal 1997 la versione base diventa la Young, che vanta solo la novità del motore 899 cm³ come i modelli superiori, un nuovo motivo dei tessuti e nuovi colori di carrozzeria, come il fucsia e il turchese, e un quadro strumenti semplificato con alcune spie al posto delle lancette. Come nell'ultima serie della ED e su tutti gli altri modelli, si conferma il portellone posteriore senza il solco estetico posto sotto la serratura del bagagliaio e i fari hanno la plastica in nero anziché in grigio intorno alla parabola cromata. Di seguito è riportato un riepilogo degli optional disponibili a pagamento sulla ED:
- cristalli atermici + vetri posteriori apribili + orologio digitale
- alzacristalli elettrici
- retrovisore esterno destro
- chiusura centralizzata
- correttore assetto fari + fari alogeni
- predisposizione autoradio
- autoradio con frontalino estraibile
- sedile posteriore sdoppiato
- vernice metallizzata
- tetto apribile manualmente

## La Sporting, il top della gamma
Verso la fine del 1994 viene presentata la versione Sporting, posta al vertice della gamma e da subito molto apprezzata per via del suo aspetto giovanile, divertente e sportivo, pur rimanendo un'utilitaria. A partire dal 1994, anno del suo lancio sul mercato, nascerà anche il Trofeo Cinquecento Sporting, campionato rally monomarca internazionale che lancerà sulla scena sportiva molti futuri piloti di rally.

### Motore
La Sporting è equipaggiata con il famoso e collaudato motore FIRE di 1108 cm³ (codice motore 176 B2.000) di cilindrata e con potenza massima di 54 cavalli a 5500 giri/min e coppia massima di 80 N·m a 3250 giri/min. La velocità massima sale a circa 158 km/h. Il gruppo motore-trasmissione è stato semplicemente prelevato e adattato alle piccole dimensioni dell'auto dalla Fiat Punto 55, con piccole modifiche al cambio e al carter della distribuzione (preso dalla Uno 1000).
Il motore, catalizzato Euro 2, è un 4 cilindri in linea raffreddato ad acqua con albero a camme in testa e due valvole per cilindro. L'iniezione è completamente elettronica, garantita da un solo iniettore (per questo SPI, ossia Single Point Injection) che garantisce una notevole semplicità di costruzione e scarsa manutenzione, fornendo tuttavia una carburazione più approssimativa rispetto a un sistema di alimentazione formato da quattro iniettori. Il medesimo motore verrà equipaggiato con l'iniezione Multi Point nella seconda serie della Fiat Seicento Sporting.
Non viene fatta nessuna modifica al telaio, salvo che per una barra anti-rollio di maggiori dimensioni che garantisce una maggiore stabilità.

### Cambio
Il cambio a 5 marce con retromarcia a pressione (tipo C.514.5.10) è diverso rispetto al 5 marce delle motorizzazioni 903 cm³ e 899 cm³.
I rapporti ingranaggi sono i seguenti:
- Prima marcia: 3,909
- Seconda marcia: 2,158
- Terza marcia: 1,480
- Quarta marcia: 1,121
- Quinta marcia: 0,829
- Retromarcia: 3,818

### Estetica, interni, accessori e optional

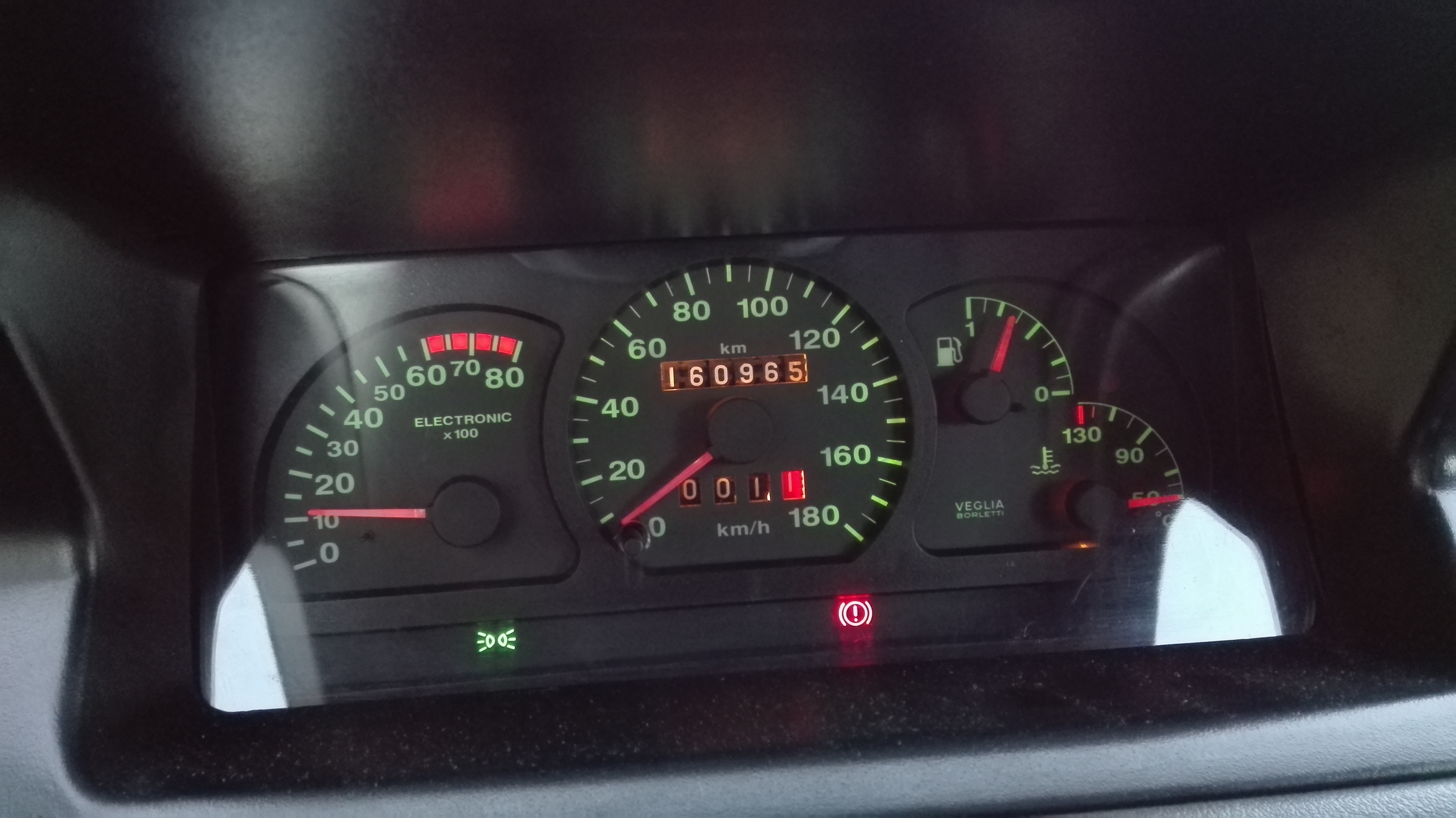
La strumentazione della Cinquecento Sporting

La Sporting è caratterizzata da piccoli particolari esterni non presenti sulle altre versioni di serie: per esempio, paraurti e specchi retrovisori sono in tinta con la carrozzeria e vengono soppiantati i profili in plastica sui passaruota posteriori (eliminati poi su tutte le versioni dal 1994 in poi). In particolare, i paraurti sono dotati di modanature di colori diversi (a seconda del colore stesso della carrozzeria), sottili e poco pratiche nell'attutire i colpi. Sul paraurti anteriore la feritoia del radiatore è caratterizzata da un elemento decorativo nero a forma di cornice. La plancia della versione Sporting è caratterizzata da una strumentazione più completa, che ora comprende contagiri con fondo scala a 8000 giri/minuto, tachimetro a 180 km/h e indicatori del livello di carburante e temperatura del motore sulla destra. Tutta la console è di plastica dura al tatto ma solida, assemblata leggermente meglio rispetto alle versioni base e dal colore leggermente più scuro. Anche le tasche laterali montate sulle portiere e le maniglie sono più scure e intonate con i sedili, più profilati e avvolgenti nonché dotati di una seduta più lunga e più larga. Anche il tema del tessuto cambia: il nome specifico è Tessuto Grigio con Righe 121 anche se le righe sono rosse e gialle con inserti verdi. Particolarità delle sedute sono i poggiatesta, presi direttamente dalla seconda serie della Fiat Uno turbo. Specifico è anche il colore delle cinture di sicurezza sia anteriori sia posteriori rosse, sottolineando l'esclusività della Sporting rispetto alle altre versioni.
Oltre al mobiletto centrale troviamo il pomello del cambio e il volante a due razze rivestiti in pelle nera con cuciture sempre nere (anche nella versione con airbag). Sempre nella plancia troviamo il pedale dell'acceleratore traforato (anch'esso preso dalla Uno).
Posteriormente sui lati troviamo delle tasche in plastica rigida applicate a clip nella scocca. Esse sono insonorizzate dalla casa e specifiche, per quanto riguarda la colorazione, con il resto degli interni. Quella di destra è dotata anche di un pratico posacenere estraibile (optional sulle altre versioni). Degno di nota è anche il terminale di scarico, saldato al silenziatore. Esso è ovale ed era disponibile sia brunito (nero opaco) sia cromato lucido. Anche se la Sporting rappresentava il top di gamma, erano disponibili alcuni optional e accessori, acquistabili presso la Linea Accessori Fiat, come kit estetici (quello dato dall'Abarth), fodere protettive per i sedili, gadget e altro ancora.
Di seguito sono riportati gli optional a pagamento disponibili sin dal 1994:
- aria condizionata (sale il peso del veicolo, arrivando a 750 kg)
- paracolpi portiere (solo sulla prima serie)
- correttore dell'assetto dei fari
- autoradio con frontalino rimovibile
- sedile posteriore sdoppiato (optional raro)
- vernice metallizzata
- tetto apribile in vetro
- allarme elettronico (optional raro marchiato Fiat)

Altri due optional erano lo spoiler posteriore in tinta con la carrozzeria (dotato di terzo stop a partire dal 1997 per rispettare le nuove regole del codice della strada) e le tasche audio supplementari da 16,5 cm anteriori. Molti altri accessori erano forniti dalle concessionarie o da ditte esterne, oggi non più in commercio oppure molto rari.

### Pneumatici, cerchi, molle e ammortizzatori
La Cinquecento Sporting era dotata di un assetto specifico, volto a valorizzare le doti brillanti del piccolo motore. Le molle delle sospensioni sono più corte rispetto a quelle di serie di circa 2 cm, abbassandone il baricentro. Gli ammortizzatori anteriori sono uguali a quelli di tutte le versioni mentre quelli posteriori sono più rigidi di serie.
Per quanto riguarda i cerchi, essi sono gli stessi della Uno Turbo seconda serie (cambia solo la dimensione), chiamati dagli appassionati "ventolini" poiché ricordano una ventola che gira,  correlati da un treno di gomme Pirelli (qualora si optassero per le 165/55/R13), ora praticamente introvabili e molto costosi. In alternativa si potevano montare da libretto le più comuni e meno costose 155/65/R13 73T, ancora in produzione. In dotazione vi era un ruotino di scorta del diametro di 145/70 R13.
Sul piano tecnico, la Cinquecento riporta il classico schema MacPherson all'anteriore e sospensioni indipendenti sul posteriore con impianto frenante misto a depressione.

### Differenze tra prima (1994-1995) e seconda versione (1995-1998)

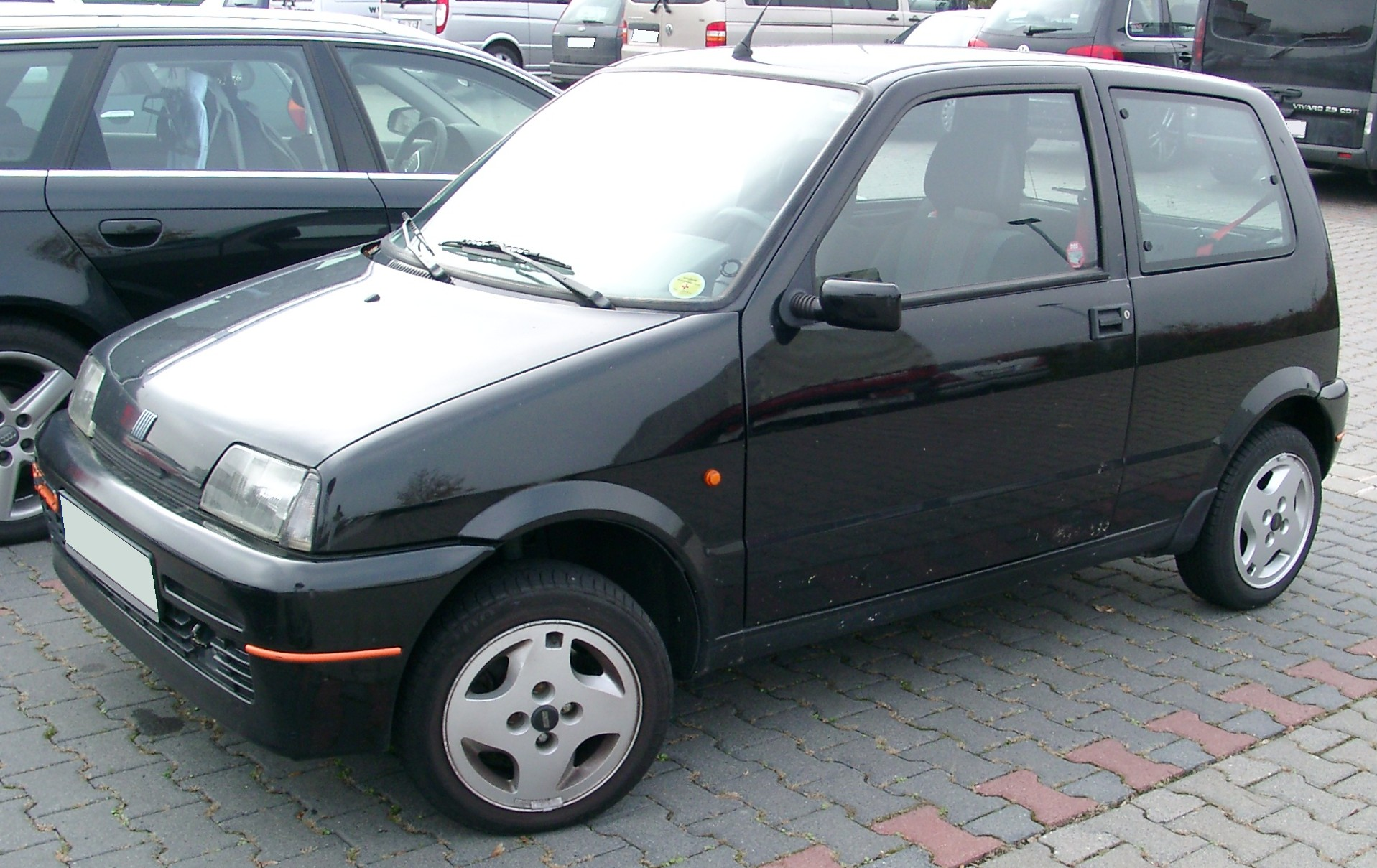
Una Cinquecento Sporting con colore "nero 601"

Sulle prime Sporting i fanali non sono "fumé" ma semplicemente ripresi dalla prima versione della Cinquecento, dunque con indicatori di direzione posteriori arancioni e retromarcia bianca. Anche sul portellone posteriore scompare il solco estetico posto sotto la serratura del bagagliaio. La gamma colori cambia dal 1994 al 1996.
Dal 1994 al 1995 era la seguente:
Colori pastello:
- 189 Rosso Sporting
- 258 Giallo Ginestra (il più richiesto e il più famoso in assoluto)
- 601 Nero (molto raro)

Colori metallizzati:
- Grigio Trend

Con l'aggiornamento del 1997 la gamma si amplia con un inedito metallizzato blu, il blu Imola, il rosso Starter e il grigio Steel metallizzato.

## Motorizzazioni

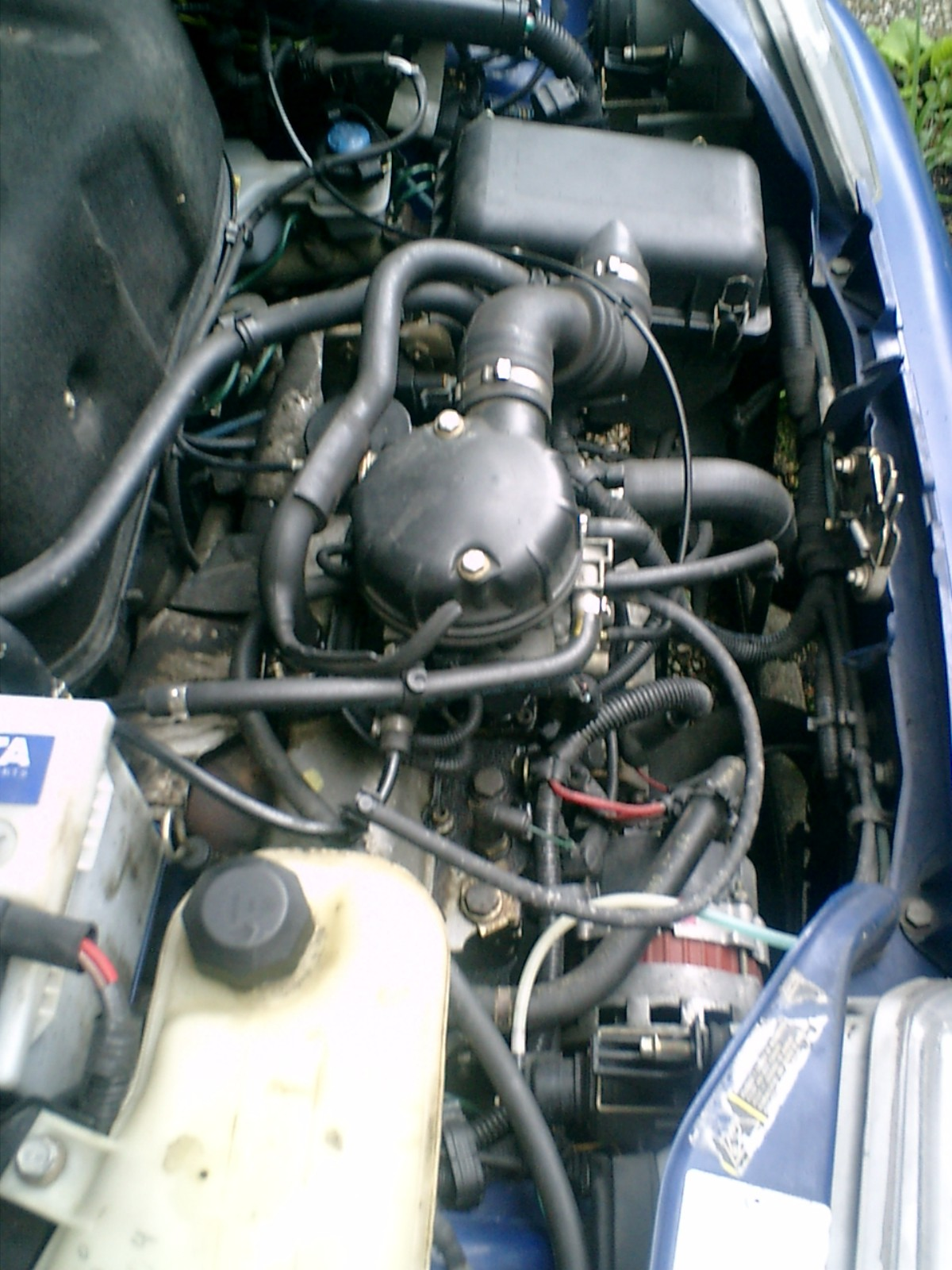
Il motore 899 cm³

| Modello | Produzione | Alimentazione | Cilindrata cm³ | Potenza max   | Coppia max               | Accelerazione 0–100 km/h (secondi) | Velocità max | Massa        |
| 0.7     | 1991–1996  | Benzina       | 704            | 22 kW (30 CV) | 47 N·m a 2750 g/min      | 30,0                               | 130 km/h     | 745 kg       |
| 0.9     | 1992       | Benzina       | 903            | 30 kW (41 CV) | 65 N·m a 3000 g/min      | 18,0                               | 140 km/h     | 780 kg       |
| 0.9i    | 1992-1993  | Benzina       | 903            | 30 kW (41 CV) | 65 N·m a 3000 g/min      | 18,0                               | 140 km/h     | 780 kg       |
| 0.9i    | 1993–1998  | Benzina       | 899            | 29 kW (39 CV) | 65 N·m a 2500 g/min      | 18,0                               | 140 km/h     | 780 kg       |
| 1.1i    | 1994–1998  | Benzina       | 1108           | 40 kW (54 CV) | 80 ~ 86 N·m a 3250 g/min | 13,8                               | 150 km/h     | 805 ~ 810 kg |

## Versioni speciali

### Scioneri
La Cinquecento 903 cm³ nel 1993, in serie molto limitata (i dati sono molto incerti sul numero delle vetture realizzate) fu modificata esteticamente dalla nota carrozzeria Scioneri con sede in Piemonte. La verniciatura esterna fu dotata di una doppia banda molto sottile colorata che correva lungo tutto il perimetro della scocca. Lo stemma Scioneri era posizionato sul portellone posteriore e sulla fiancata lato guidatore. Inediti i cerchi in lega lucidi, oggi estremamente rari. Anche la tappezzeria fu rivista: i sedili furono rivestiti di alcantara azzurra e dotati di poggiatesta pieni. Anche i pannelli delle portiere furono dotati del medesimo tessuto. Specifico anche il volante a tre razze in pelle della Nardi. Questa versione della Cinquecento è estremamente rara.

### Giannini
Sempre nel 1993 la casa automobilistica Giannini personalizzò in tiratura limitata la Cinquecento 903 cm³. Esteriormente spiccano i paraurti in tinta e dei particolare cerchi in lega a tre razze. Internamente la tappezzeria venne rivista: i sedili, marrone come la moquette, recavano cucite le "G" della casa automobilistica. La palpebra centrale del cruscotto fu rivestita di legno (molto probabilmente finto) con l'aggiunta di un volante a quattro razze sempre in legno.

### Soleil
La Cinquecento Soleil fu commercializzata dall'aprile del 1996 sino al dicembre del 1998. È caratterizzata da un tetto panoramico in tela apribile tramite un comando elettrico. Dotata di airbag come optional, interni di colore specifico e disponibile in quattro colori distinti, mantiene prestazioni e consumi invariati rispetto alla versione classica 899 cm³. Gli optional a pagamento sono gli stessi della SX, con l'aggiunta del tetto panoramico di serie su tutte le versioni.

### Trofeo

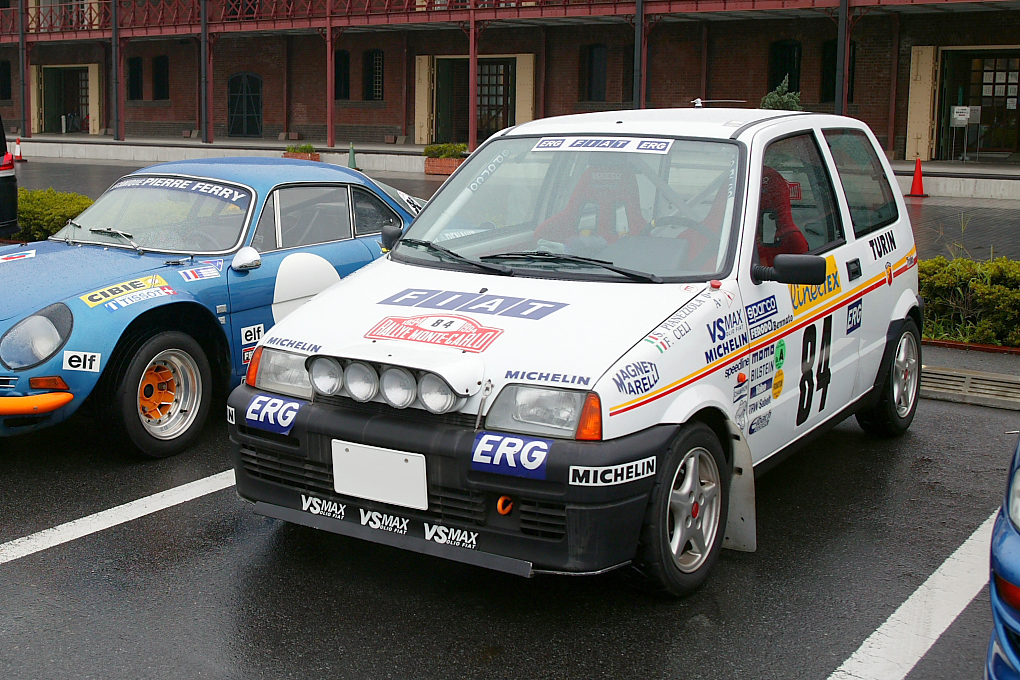
Una delle Cinquecento Trofeo portate in gara nel 1994 al Rally di Monte Carlo

Nel 1993 venne realizzato il primo modello sportivo, la Cinquecento Trofeo, conosciuta a livello internazionale anche come Cinquecento Trophy o Cinquecento Rally. Con i successi ottenuti negli anni nell'ambito delle competizioni, ha ottenuto i riconoscimenti necessari per costituire il campionato italiano monomarca esclusivo denominato "Trofeo Cinquecento". Tale versione non fu mai destinata al pubblico per l'uso stradale. La base per l'allestimento della versione Trofeo era una comune versione 903 cm³, acquistabile in Concessionaria Fiat insieme al kit ufficiale Fiat/Abarth. I piloti classificati potevano passare al professionismo nel Rally di Montecarlo, con versione Sporting Kit.